# عیدآباد
عیدآباد ، روستایی از توابع بخش نوک‌آباد شهرستان تفتان در استان سیستان و بلوچستان ایران است.

## جمعیت
این روستا در دهستان گوهرکوه قرار دارد و براساس سرشماری مرکز آمار ایران در سال ۱۳۸۵، جمعیت آن ۲۴۷ نفر (۶۱خانوار) بوده‌است.